# Le Hanneton
Le Hanneton est un journal satirique hebdomadaire français qui a paru de 1862 à 1868.

## Historique et formule

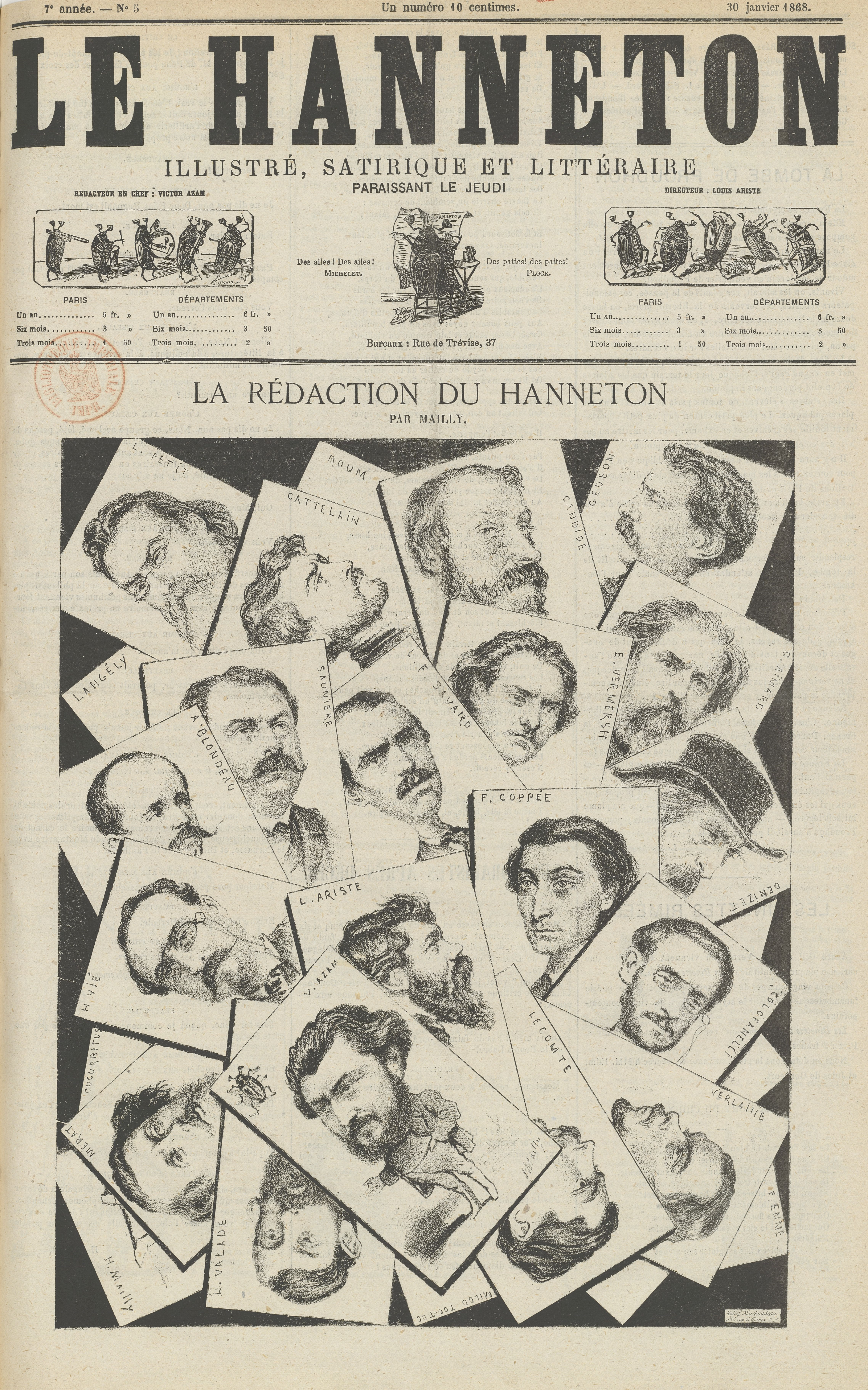
La rédaction du Hanneton, par Mailly. (Le Hanneton, 30 janvier 1868)

Le journal est créé le 30 novembre 1862 par Anatole Le Guillois, qui en sera gérant et rédacteur en chef jusqu'en 1864. Il est alors sous-titré Le journal des toqués. Le journal portera par la suite comme titre Le Hanneton illustré, satirique et littéraire. Ses successeurs seront Gédéon Baril, gérant et illustrateur de 1864 à 1866, Eugène Vermersch, directeur en 1867, puis Louis Ariste (pseudonyme de Jean Passerieu) et Victor Azam jusqu'à la cessation de parution en 1868.
Jusqu'en 1864, le journal, sur quatre pages d'environ 31 par 46 cm, n'a que de petites illustrations en noir et blanc, puis il se présente comme beaucoup des publications satiriques de l'époque, le plus souvent un portrait-charge ou parfois une scène en couleur (gravure sur bois et pochoir) en première page puis trois pages de texte en relation avec la personnalité de la une et quelques rubriques. Il est vendu 10 centimes et paraît le jeudi.
Léonce Petit publie dans le journal une histoire en image, ancêtre de la bande dessinée, intitulée Les Mésaventures de M. Bêton à partir de mars 1867 et interrompue par la censure du support en 1868. L'intégralité de le l'histoire sera publiée plus tard en volume par l'auteur.

## Contributeurs
Les dessinateurs les plus connus qui ont collaboré au Hanneton sont Gédéon Baril, Hippolyte Mailly, Léonce Petit, Philippe-Auguste Cattelain, André Gill. De nombreux auteurs, outre les directeurs, ont donné des textes pour le journal qui s'est diversifié de plus en plus au fil des ans.

## Disparition
Le journal cesse de paraître à la suite d'une interdiction par la censure. Le dernier numéro, 7e année, n° 28, paraît le 9 juillet 1868, condamnation par la 6e chambre correctionnelle le 10 juillet 1868 pour invasion dans le domaine politique. Cette condamnation vient en réaction à un article publié dans le journal, signé par Louis Ariste et intitulé « Qué Q'ça m'fait » dans lequel il se moque de Napoléon III resté cinq heures et demi à cheval comme le rapporte la presse officielle. Il explique que cela est une information dont les français n'ont que faire. Le journal est interdit et condamné à une amende de 1500 franc.
Pour assurer la propriété du titre un n° a été publié le 24 août 1876 sous le titre Le Hanneton : journal des toqués, dirigé par Le Guillois, avec le même texte que Le Journal des abrutis.

## Liste des numéros
- Année 1862 :
  - n°01 - 20 novembre : (premier numéro)
- Année 1863 :

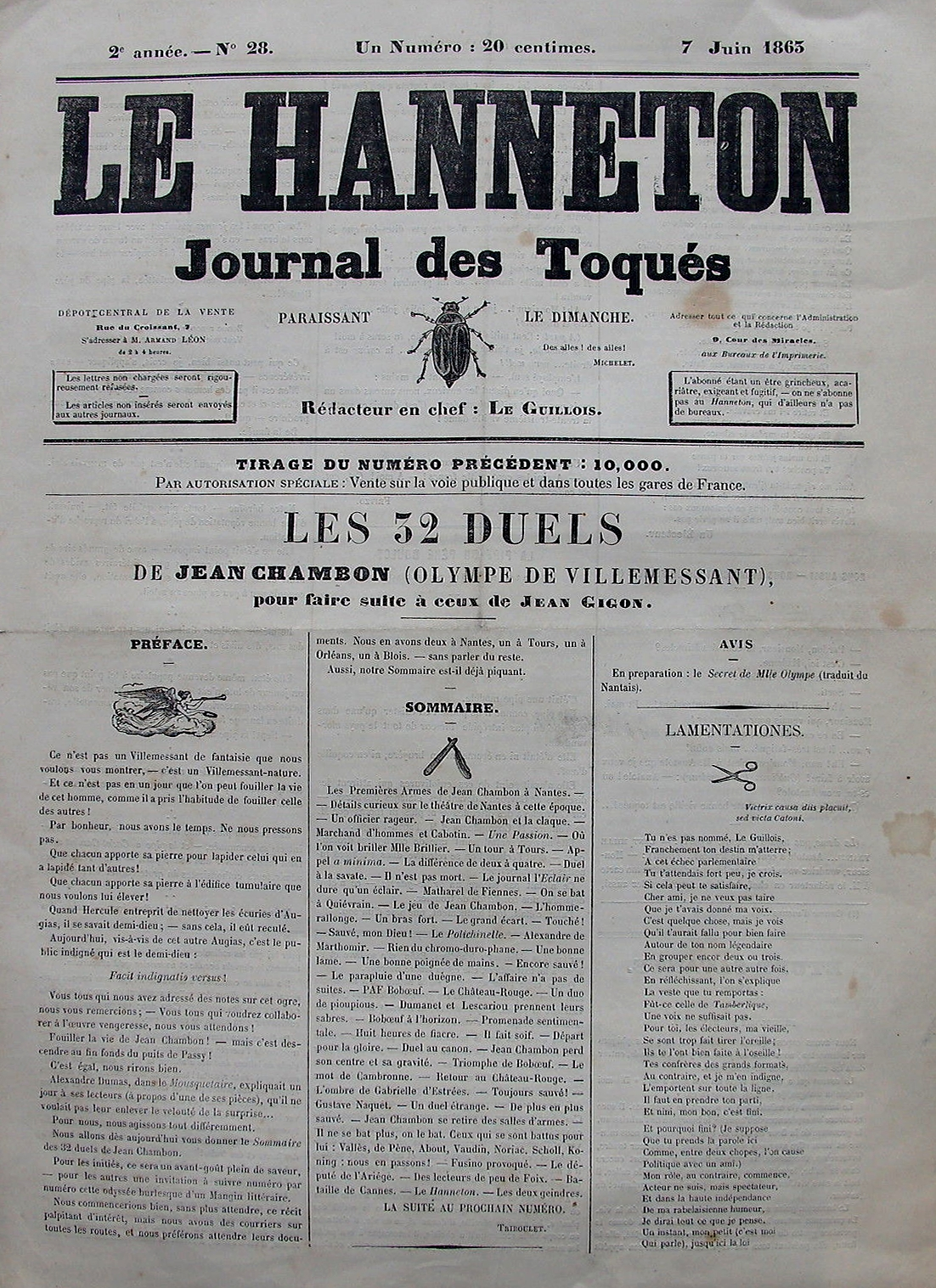
Le n°28 du 7 juin 1863

  - n°28 - 7 juin - Les 32 duels (sans dessin)
- Année 1864 :
  - n°68 - 21 février : La Thérésa noire (sans dessin)
- Année 1865 :
- Année 1866 :
- Année 1867 :
  - n°01 - 14 février : Salut au public, dessin de Gédéon Baril
  - n°02 - 21 février : Moïse Polydore Millaud, dessin de Gédéon Baril
  - n°03 - 28 février : La Tragédie au Café-Concert, dessin de Gédéon Baril
  - n°04 - 7 mars : Théodore Barrière, dessin de Léonce Petit
  - n°07 - 30 mars : L'exposition de 1867- Les Artistes devant le Jury, dessin de Léonce Lepetit
  - n°08 - 4 avril : Rentrée du Chevalier Printemps et de M. Cupidon
  - n°09 - 11 avril : Émile de Girardin, dessin de Léonce Petit
  - n°10 - 18 avril : Champfleury, dessin de Léonce Petit
  - n°11 - 25 avril : Émile Ollivier, dessin de Léonce Petit
  - n°12 - 2 mai : Charles Gounod, dessin de Léonce Petit
  - n°13 - 9 mai : Théophile Gautier, dessin d'Hippolyte Mailly
  - n°14 - 16 mai : Hortense Schneider, dessin de Georges Pilotell
  - n°15 - 23 mai : Adah Isaacs Menken, dessin d'Hippolyte Mailly
  - n°16 - 30 mai : Félicien David, dessin de Georges Pilotell
  - n°17 - 6 juin : Victor Hugo, dessin de G. Déloyoty
  - n°19 - 20 juin : Alexandre Dumas, dessin d'Hippolyte Mailly
  - n°21 - 4 juillet : Gioachino Rossini, dessin d'Hippolyte Mailly

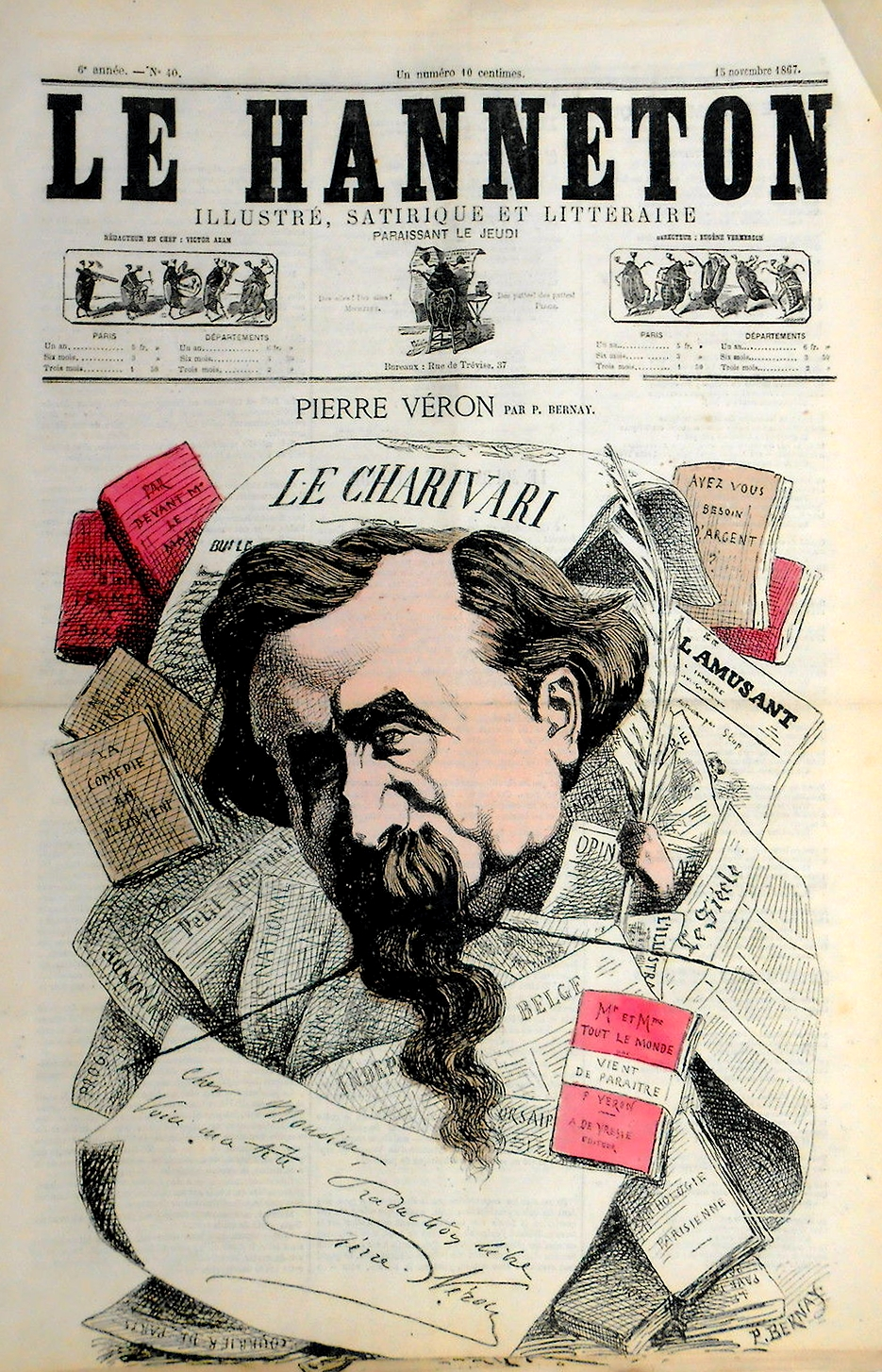
N°40 du 15 novembre 1867

- - n°22 - 11 juillet : Jules Simon, dessin de Léonce Petit
  - n°23 - 18 juillet : L'Archange Bobeuf terrassant le choléra, dessin d'Hippolyte Mailly
  - n°25 - 1er août : Alphonse Karr, dessin d'Hippolyte Mailly
  - n°27 - 15 août : Gustave Aimard, dessin de Gédéon Baril
  - n°28 - 22 août : Auguste-Jean-Marie Vermorel, dessin de Gédéon Baril
  - n°29 - 29 août : Jules Moineaux, dessin de Gédéon Baril
  - n°30 - 5 septembre : C'est lui et d'après nature, dessin de Gédéon Baril
  - n°31 - 12 septembre : Ferdinand de Lesseps, dessin de Gédéon Baril
  - n°33 - 28 septembre : Pierre Dupont, dessin de P. Bernay
  - n°34 - 3 octobre : Sainte-Beuve, dessin de P. Bernay
  - n°35 - 10 octobre : Cham, dessin de P. Bernay
  - n°36 - 17 octobre : Charles Monselet, dessin de P. Bernay
  - n°37 - 24 octobre : Jacques Offenbach, dessin de Philippe-Auguste Cattelain
  - n°38 - 31 octobre : Auguste Nélaton, dessin de P. Bernay
  - n°39 - 7 novembre : Timothée Trimm, dessin de Philippe-Auguste Cattelain
  - n°40 - 15 novembre : Pierre Véron, dessin de P. Bernay
  - n°41 - 22 novembre : Les Fils de Garibaldi, dessin de P. Bernay
  - n°42 - 28 novembre : Suppression des trombones, dessin de Humbert
  - n°43 - 5 décembre : Ponson du Terrail, dessin de Philippe-Auguste Cattelain
  - n°44 - 12 décembre Marie Laurent, dessin d'Hippolyte Mailly
  - n°45 - 19 décembre : Eugène Grenier, dessin de Philippe-Auguste Cattelain
  - n°46 - 26 décembre : Lesueur, dessin d'Hippolyte Mailly
- Année 1868 :

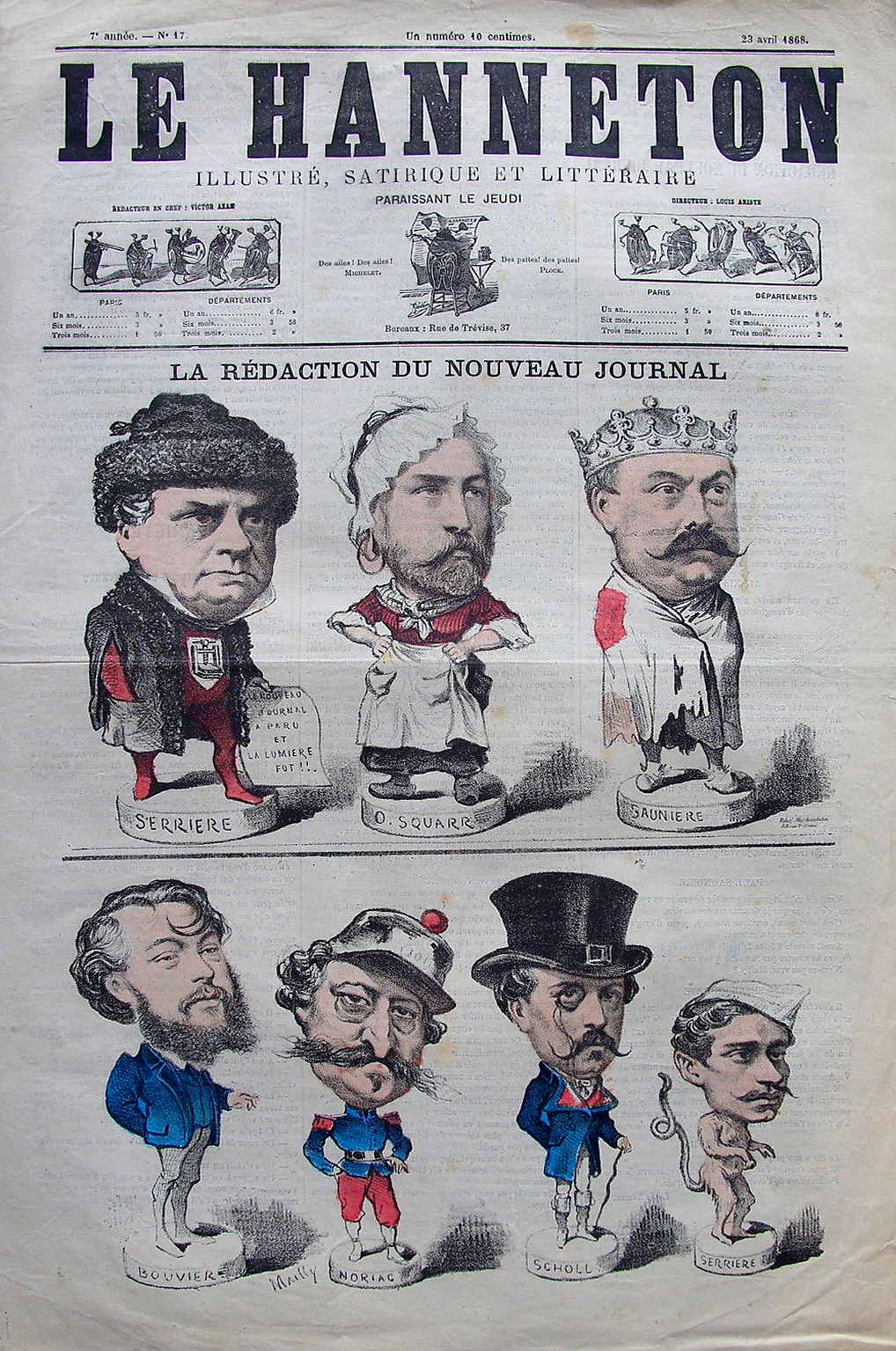
Le n°17 du 23 avril 1868

- - n°01 - 2 janvier : Alexandre Glais-Bizoin, dessin de Philippe-Auguste Cattelain
  - n°02 - 9 janvier : Darcier et Thérésa, dessin d'hippolyte Mailly
  - n°03 - 16 janvier : Ulmann, dessin de Philippe-Auguste Cattelain
  - n°06 - 6 février : Émile Augier, dessin de Philippe-Auguste Cattelain
  - n°08 - 20 février : Benjamin Gastineau, dessin d'Hippolyte Mailly
  - n°09 - 27 février : Jules Favre, dessin de Philippe-Auguste Cattelain
  - n°10 - 5 mars : Lasouche, dessin d'Hippolyte Mailly
  - n°11 - 13 mars : Hyacinthe, dessin d'Hippolyte Mailly
  - n°12 - 19 mars : Le Vengeur à la balançoire, dessin d'Hippolyte Mailly
  - n°13 - 20 mars : Adolphe Thiers, dessin de Philippe-Auguste Cattelain
  - n°15 - 9 avril : Lhéritier, dessin d'Hippolyte Mailly
  - n°16 - 16 avril : Pradeau, dessin de L. de Grap (?)
  - n°17 - 24 avril : La rédaction du Nouveau Journal, dessin d'Hippolyte Mailly
  - n°18 - 30 avril : Christine Nilsson, dessin d'Hippolyte Mailly
  - n°20 - 14 mai : Eugène Pelletan, dessin d'Hippolyte Mailly
  - n°23 - 4 juin : Henri Rochefort, dessin d'Hippolyte Mailly
  - n°24 - 11 juin : Parade, dessin d'Hippolyte Mailly
  - n°25 - 18 juin : Brindeau dans Mme de Chamblay, dessin d'Hippolyte Mailly
  - n°26 - 25 juin : Louis Ariste, dessin d'Hippolyte Mailly
  - n°28 - 9 juillet : (dernier numéro)